# Robert M. Price
Robert McNair Price, född 7 juli 1954, är professor i textkritisk bibelforskning vid Center for Inquiry Institute och undervisar i filosofi och religion vid Johnnie Colemon Theological Seminary i Miami Gardens, Florida. Price, som är före detta baptistpastor, har rönt uppmärksamhet för att vara skeptisk gällande Jesu historicitet och för att han säger sig vara alltmer övertygad av Jesusmytteorin (teorin att Bibelns Jesusgestalt i stort är mytologisk).    
Robert M. Price är medlem av Jesusseminariet, ett projekt som på vetenskapliga grunder syftar till att ta reda på vem den historiske Jesus var och som avvisar exempelvis Jesu uppståndelse. Gruppen försöker genom omröstningar nå konsensus om vilka uppgifter om Jesus som bör ses som autentiska och vilka som troligen inte är det. Price är samtidigt medlem i episkopalkyrkan och beskriver sig ibland som "kristen ateist". Han förespråkar en ansats till kristendom som betonar humanism och bygger på religiös skepticism mot bokstavstro.   

## Biografi
År 1978 avlade Price teologie masterexamen. År 1981 blev han filosofie doktor i systematisk teologi vid Drewuniversitetet. Efter några års arbete med undervisning vid avdelningen för religiösa studier vid Mount Olive College i North Carolina blev han pastor i First Babtist Church i Montclair i New Jersey. Snart påbörjade Price en ny doktorsavhandling och erhöll filosofie doktorsexamen i ämnet Nya Testamentet 1993. Han lämnade sitt pastorat 1994.

## Prices version av Jesusmytteorin
Price anser sig finna likheter mellan kristendomen och främst egyptisk, judisk och grekisk mytologi. Price menar att Bibelns beskrivning av Jesus i hög grad har influerats av den tidens populära myter och berättelser, bland annat om gudomligheter som dog och uppstod, halvgudar och söner till gudar, exempelvis Baal, Osiris, Attis, Adonis, Dumuzi, Dionysos och Horus.
Price drar försiktigt slutsatsen att en verklig historisk person ytterst kan ligga till grund för kristendomen, men menar att det inte längre finns något sätt att kunna veta det säkert. Enligt Price ska vardagliga profana uppgifter om denna person inte ha överlevt. Exempelvis menar Price att en eventuell historisk Jesus kan ha levt betydligt tidigare än vad som anges i evangelierna, eftersom de ger motstridiga tidsuppgifter, och eftersom Paulus brev (som är de tidigaste texterna som nämner Jesus) enligt Price inte ger bevis för en Jesus som levt strax innan Paulus inledde sin mission.
Enligt Price är Nya testamentets Jesus en sammansatt gestalt som spelar alltför många roller – den som exorcist, helare, kung, profet, vishetslärare, rabbin, halvgud, och så vidare. Den historiske Jesus (om det alls fanns en) kan mycket väl ha varit en messiansk kung, eller progressiv farisé, galileisk shaman, magiker, eller hellenistisk vishetslärare. Men han kan, enligt Price, inte gärna ha varit dem alla samtidigt. Price påpekar att det inte sägs någonting om att Jesus utförde underverk i de sekulära källor som nämner Jesus.
Price erkänner att hans uppfattning går emot den bild de flesta forskare ger, bland vilka stöd för Jesusmytteorin är mycket ovanligt. Price avråder dock från att försöka lösa problemet genom att vända sig till majoriteten.

## Böcker om religion
- Price, Robert M. (1993) (på engelska). Beyond Born Again: Towards Evangelical Maturity. Eugene, Ore.: Hypatia Press. ISBN 0-940841-98-3
- Price, Robert M. (1997) (på engelska). The Widow Traditions in Luke-Acts: A Feminist-Critical Scrutiny. Atlanta: Scholars Press. ISBN 0-7885-0224-7
- Price, Robert M. (2000) (på engelska). Deconstructing Jesus. Amherst, New York: Prometheus Books. Libris 6389900. ISBN 1-57392-758-9
- Price, Robert M. (2003) (på engelska). The Incredible Shrinking Son of Man. Amherst, New York: Prometheus Books. ISBN 1-59102-121-9
- Price, Robert M. (2005). ”Introduction: The Second Life of Jesus”; ”Apocryphal Apparitions: 1 Corinthians 15:3-11 as a Post-Pauline Interpolation” (urspr. i JoHC 2:2, Fall 1995); ”By This Time He Stinketh: The Attempts of William Lane Craig to Exhume Jesus (urspr. i Secular Web 1997)”. i Price Robert M., Lowder Jeffery Jay (på engelska). The Historical Jesus: Five Views. Amherst, New York: Prometheus Books. sid. 9–18, 69–104, 411–431. Libris 9761255. ISBN 1-59102-286-X
- Price, Robert M. (2005) (på engelska). The Da Vinci Fraud: Why the Truth Is Stranger than Fiction. Amherst, New York: Prometheus Books. ISBN 978-1591023487
- Price, Robert M. (2006) (på engelska). The Pre-Nicene New Testament: Fifty-four Formative Texts. Salt Lake City, UT: Signature Books. ISBN 1-56085-194-5
- Price, Robert M. (2006) (på engelska). The Reason Driven Life: What Am I Here on Earth For?. Amherst, New York: Prometheus Books. ISBN 1-59102-476-5
- Price, Robert M. (2007) (på engelska). Jesus Is Dead. Cranford, New Jersey: American Atheist Press. ISBN 978-1578840007
- Price, Robert M. (2007) (på engelska). The Paperback Apocalypse: How the Christian Church Was Left Behind. Amherst, New York: Prometheus Books. ISBN 1-59102-583-4
- Price, Robert M. (2009) (på engelska). Inerrant the Wind: The Evangelical Crisis of Biblical Authority. Amherst, N.Y.: Prometheus Books. ISBN 1-59102-676-8
- Price, Robert M. (2009). ”Jesus at the Vanishing Point”. i James K. Beilby & Paul Rhodes Eddy (på engelska). The Historical Jesus: Five Views. Downers Grove, Ill.: InterVarsity Press. sid. 55–83. ISBN 978-0-8308-3868-4
- Price, Robert M. (2010) (på engelska). The Case Against The Case For Christ: A New Testament Scholar Refutes the Reverend Lee Strobel. New Jersey: American Atheist Press. ISBN 1-57884-005-8
- Price, Robert M. (2010). ”Jesus: Myth and Method”. i John W. Loftus (på engelska). The Christian Delusion: Why Faith Fails. Amherst, New York: Prometheus Books. sid. 273–290. ISBN 978-1-61614-168-4
- Price, Robert M. (2011) (på engelska). Paul: The Lost Epistles. eBookIt.com. ISBN 978-1-4566-0425-7
- Price, Robert M. (2011) (på engelska). Jesus Christ Superstar: The Making of a Modern Gospel. eBookIt.com. ISBN 978-1-4566-0169-0
- Price, Robert M. (2011) (på engelska). The Christ-Myth Theory and Its Problems. Cranford, New Jersey: American Atheists Press. ISBN 978-1578840175
- Price, Robert M. (2012) (på engelska). The Amazing Colossal Apostle: The Search for the Historical Paul. Salt Lake City: Signature Books. ISBN 978-1560852162
- Price, Robert M. (2013) (på engelska). Night of the Living Savior. Cranford, New Jersey: American Atheist Press. ISBN 978-1578840106
- Price, Robert M. (2013). ”Introduction: Surprised by Myth”; ”Bart Ehrman: Paradigm Policeman”. i Robert M. Price, Frank R. Zindler (på engelska). Bart Ehrman and The Quest of Historical Jesus of Nazareth: An Evaluation of Ehrman’s Did Jesus Exist?. American Atheist Press. ISBN 978-1-57884-019-9
- Price, Robert M. (2014) (på engelska). Killing History: Jesus in the No-Spin Zone. Amherst, New York: Prometheus Books. ISBN 978-1616149666
- Price, Robert M. (2015) (på engelska). Moses and Minimalism: Form Criticism vs. Fiction in the Pentateuch. Valley, WA: Tellectual Press (e-bok). ISBN 978-1-942897-03-3
- Price, Robert M. (2016) (på engelska). Blaming Jesus for Jehovah: Rethinking the Righteousness of Christianity. Valley, WA: Tellectual Press. ISBN 978-1-942897-06-4